# Macrozamia plurinervia
Macrozamia plurinervia — вид голонасінних рослин класу саговникоподібні (Cycadopsida).
Етимологія: лат. pluri- «кілька або багато», і лат. -nervius — «нерви або вени», маючи на увазі більш широкі листові фрагменти з більшими жилами, ніж у інших видів.

## Опис
Рослини без наземного стовбура, стовбур 20–30 см діаметром. Листя 3–7 в короні, від темно-зелених до сіро-зелених, напівглянсове, завдовжки 85–115 см, з 110—180 листівок; хребет сильно спірально закручений, прямий, жорсткий; черешок 12–20 см в завдовжки, прямий, без шипів. Листові фрагменти прості; середні — завдовжки 100—300 мм, шириною 4–9 мм. Пилкові шишки веретеновиді, 18–28 см завдовжки, 4–6 см діаметром. Насіннєві шишки яйцюваті, завдовжки 15–23 см, 6–9 см діаметром. Насіння яйцеподібні, 23–30 мм завдовжки, 23–26 мм завширшки; саркотеста червона.

## Поширення, екологія
Країни поширення: Австралія (Новий Південний Уельс). Рослини розкидані в сухому склерофітному лісі на піщаних ґрунтах поверх граніту.